# Ioánnis Papadópoulos
Pour les articles homonymes, voir Papadopoulos.
Ioánnis Papadópoulos (en grec Γιάννης Παπαδόπουλος), né le 9 mars 1989 à Thessalonique en Grèce, est un footballeur international grec qui évolue au poste de milieu de terrain à l'AS Rhodes.

## Biographie

### En club

#### Iraklis Thessalonique
Ioánnis Papadópoulos fait ses débuts à l'Iraklis Thessalonique, équipe dont son père Daniíl Papadópoulos est le joueur le plus capé de l'histoire du club[réf. nécessaire]. Il fait sa première apparition parmi les professionnels le 11 novembre 2006 face à l'Aris Salonique.
Le 25 novembre 2007, il inscrit le premier but de sa carrière face au Skoda Xanthi.

#### Olympiakos Le Pirée
Il est transféré par la suite à l'Olympiakos Le Pirée. Il y fait sa première apparition le 5 octobre 2008 face à l'AEK Athènes. Il remplace Dudu Cearense à la 35e minute et délivre une bonne prestation.
C'est face à cette même équipe qu'il inscrit son premier but sous les couleurs de l'Olympiakos le 19 mai 2010.

#### Dynamo Dresde
Ioánnis Papadópoulos signe ensuite au Dynamo Dresde en deuxième division allemande et y dispute sa première rencontre le 12 août 2011 face à l'Union Berlin. Il y reste deux saisons durant lesquelles il dispute 33 rencontres[réf. nécessaire]

#### Aris Salonique
Ioánnis Papadópoulos rentre en Grèce à l'été 2013 en signant à l'Aris Salonique[réf. nécessaire]. En février 2014, il résilie son contrat.

#### KS Cracovia
En mars 2014, il signe en faveur du club polonais du KS Cracovia.

### En sélection
Il fait partie de la sélection de la Grèce des moins de 19 ans qui atteint la finale de l'Euro des moins de 19 ans 2007.
Il fait ensuite partie de la sélection espoirs de Grèce et est sélectionné 11 fois.
Le 11 août 2010, Ioánnis Papadópoulos fait sa première apparition internationale face à la Serbie en match amical en remplaçant Sotírios Kyriákos à la mi-temps.

## Palmarès

### En club
| - Olympiakos Le Pirée - Superleague - Champion : 2009 et 2011. - Vice-champion : 2010. |

### En sélection
| - Grèce -19 ans - Euro des moins de 19 ans - Finaliste : 2007. |